# Little Witch Academia: Chamber of Time
 (avril 2020).
Si vous disposez d'ouvrages ou d'articles de référence ou si vous connaissez des sites web de qualité traitant du thème abordé ici, merci de compléter l'article en donnant les références utiles à sa vérifiabilité et en les liant à la section « Notes et références ».
Little Witch Academia: Chamber of Time (リトルウィッチアカデミア 時の魔法と七不思議, Ritoru Witchi Akademia: Toki no mahō to Nana Fushigi, litt. « Little Witch Academia : La Magie du temps et les Sept Merveilles ») est sorti au Japon le 30 novembre 2017 sur PlayStation 4 et internationalement le 15 mai 2018 sur Steam. Il s'agit d'un Action-RPG basé sur la série d'animation Little Witch Academia.

## Synopsis
C'est le premier jour de vacances d'été à l'Académie de magie Luna Nova, mais après avoir eu de nouveau des ennuis, Akko est condamnée par la professeure Finnelan à nettoyer la bibliothèque de l'école. En travaillant à la bibliothèque, Akko découvre une porte cachée menant à un endroit secret appelé la « Chambre de l'Horologium » où elle trouve une porte magique menant à un monde mystérieux. Le lendemain, Akko et ses amies Sucy et Lotte découvrent que la même journée se répète continuellement et qu'il est lié au fait que la Chambre de l'Horologium a été ouvert. Ainsi avec l'aide de Diana, Amanda, Jasminka et Constanze, elles tentent plusieurs façons de sceller à nouveau la chambre et de ramener le flux de temps à la normale mais cela est sans succès.
En cours de route, Akko et ses amies sont tombées sur les « Sept Merveilles de Luna Nova », sept différentes anomalies qui se produisent après l'ouverture de la Chambre de l'Horologium. Convaincues au départ que le phénomène était le moindre de leurs problèmes, le lien entre ces anomalies et la Chambre de l'Horologium devient de plus en plus évidente à mesure qu'Akko les résolvait tous, chaque merveille résolue accorde à Akko une nouvelle clé magique permettant ainsi au groupe de se déplacer dans différentes régions en les utilisant sur la porte scellée de la Chambre de l'Horologium. Après qu'elles soient à court d'options, Diana conclut que la résolution de l'anomalie finale est le seul moyen de rétablir définitivement le flux de temps.
Alors qu'elle est en train d'enquêter sur la dernière anomalie des Sept Merveilles, Akko rencontre et se lie d'amitié avec Molly McIntyre qui est curieuse à propos des Sept Merveilles. Cependant, on découvre bientôt que Molly est une sorcière dont les pouvoirs ont été scellés il y a 200 ans dans la Chambre de l'Horologium, et avec ce dernier ouvert, elle a retrouvé sa mémoire et ses pouvoirs. Avec l'aide de la professeure Ursula, Akko et ses amies localisent et battent Molly à l'intérieur de la chambre et apprennent d'elle qu'elle était autrefois une jeune sorcière qui n'avait aucun talent avec la magie ni d'amis et a utilisé les pouvoirs de la Chambre de l'Horologium pour répéter le temps à nouveau pour qu'elle puisse entraîner sa magie afin d'augmenter ses capacités, mais malgré cela, elle ne parvint pas à se faire de nouveaux amis et après avoir tenté de répéter l'année entière en utilisant ses pouvoirs, elle se transforma en un monstre, qui a été scellé par les enseignants de l'époque, et depuis lors, elle a fréquenté l'école année après année, pendant des siècles, en oubliant toujours les événements de l'année précédente.
Après la Chambre de l'Horologium soit à nouveau sceller, Akko termine sa tâche de nettoyage de la bibliothèque avec l'aide de ses amis et commence enfin à profiter de ses vacances d'été avec les autres. Dans les post-crédits, Akko se réjouit que Molly, désormais libérée de la malédiction, profite également de la vie avec ses propres amis.

## Système de jeu
Le jeu d'action à défilement horizontal permet aux joueurs de contrôler le protagoniste de la série et apprentie-sorcière, Akko, accompagnée de ses amies Sucy, Lotte, Amanda, Constanze, Jasminka et Diana, alors qu'elle explore son académie de magie. Il existe deux modes de jeu distincts : une exploration de l'école en style aventure et un mode 2.5D impliquant l'exploration de labyrinthes magiques à trois personnages.
Une édition limitée comprenant des produits supplémentaires, notamment un drama CD et un artbook, a été publiée au Japon. Le jeu propose des cinématiques animées par Trigger, le studio d'animation ayant produit la série. Les partitions de la bande originale de la série sont également incluses dans le jeu.